# کلخوران
کَلخوران فولادلو روستایی از توابع بخش هیر، شهرستان اردبیل استان اردبیل است.که اسم محلی آن گهرآلان می باشد که در دوران رضا شاه پهلوی به کلخوران تغییر یافته است، کلخوران در ۵ کیلومتری روستای یایچی و در همسایگی روستاهای دویل، خانقاه، بقرآباد، کرگان، کرد علیلو، ایوریق و خلیل‌آباد قرار دارد، دین اهالی اسلام و مذهب آنها تشیع است. عمده فعالیت‌های اقتصادی در این روستا کشاورزی (دیم و آبی) است و کشاورزان محصولاتی از قبیل گندم، جو، سیب زمینی و حبوبات را کشت می‌کنند. همچنین برخی از خانوارها به کار دامداری مشغول هستند و چهارپایانی نظیر گاو، گوسفند و بز را نگهداری می‌کنند. در گذشته‌های دور در این منطقه دامداران گاومیش نیز نگهداری می‌کردند. از این رو علاوه بر محصولات کشاورزی، تولیدات دامی از قبیل کره، ماست، پنیر و … نیز یکی از بخش‌های مهم معیشتی و اقتصادی خانوارهای این روستا را در بر می‌گیرد. آب و هوای این روستا در فصل تابستان معتدل و در فصل زمستان سرد بوده و همیشه بادهای نسبتاً تندی در حال وزیدن است. این روستا دارای دبستان (ابتدایی مختلط) به نام توفیق می‌باشد. در دوره دولت تدبیر و امید (روحانی) پروژه اجرای استخر برای مصارف کشاورزی کلید خورده است.

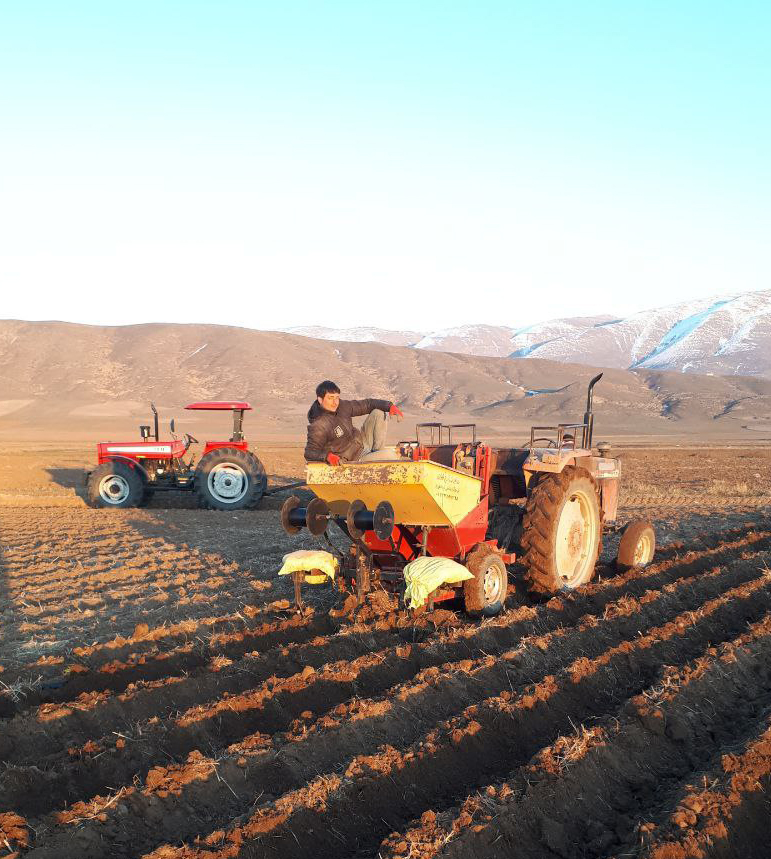
کشت سیب زمینی در کلخوران فولاد لو

منطقه ای که این روستا در آن قرار گرفته است با عنوان فولادلو شناخته می‌شود، چنین برمی‌آید در دوران گذشته این منطقه محل اتراق قبایل کوچ‌نشین شاهسون فولادلو بوده که در سال ۱۲۹۳ در این محل اسکان گزیدند. اما این عنوان به لحاظ تمایز از دو روستای شیخ کلخوران و کلخوران ویند به عنوان پسوند برای این روستا مورد استفاده قرار می‌گیرد.

## مسجد جامع

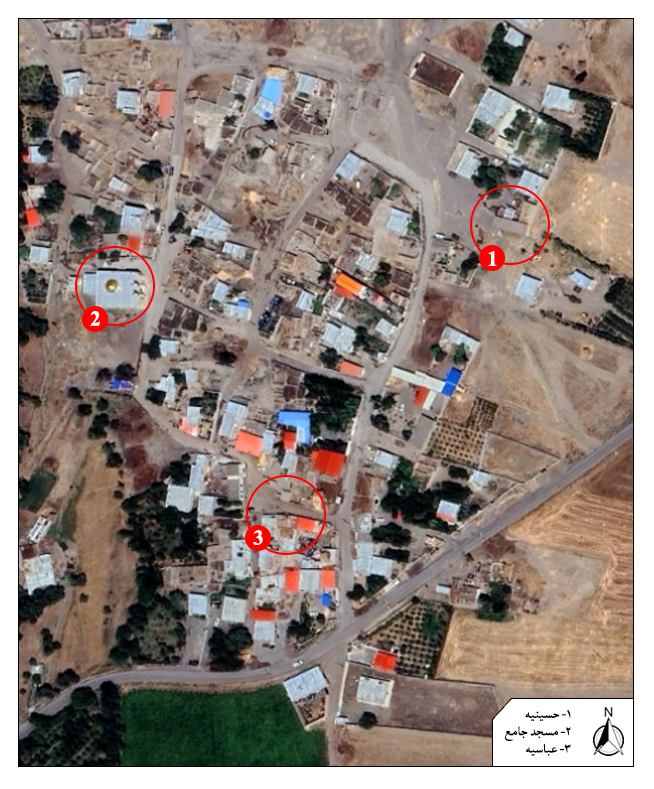
جانمایی مسجد جامع، حسینیه و عباسیه

## آرامستان

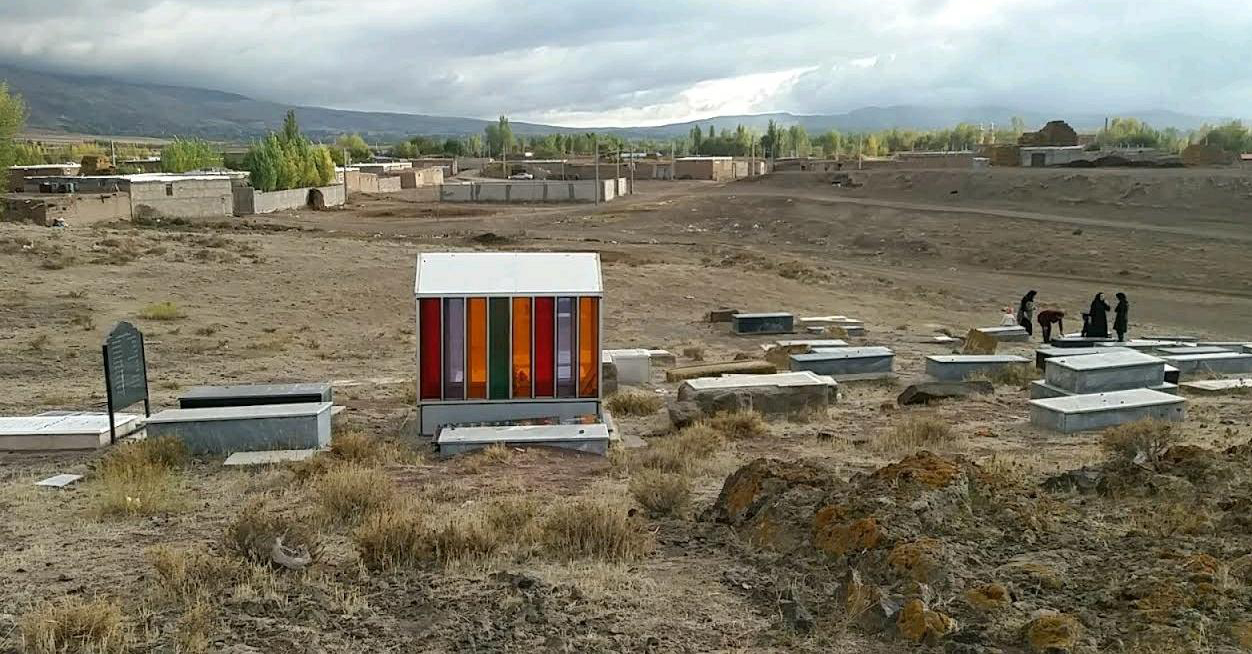
آرمستان امیری ها